# Piotr Neuff
Piotr Neuff (ur. 1911, zm. ?) – polski zapaśnik w stylu klasycznym, olimpijczyk z Berlina.

## Życiorys
Był zawodnikiem warszawskich klubów Elektryczność i Legia Warszawa. W 1935 zdobył tytuł mistrza polski w wadze lekkiej. W 1933, 1934 oraz 1936 roku był wicemistrzem kraju w swojej kategorii. W latach 1934–1935 startował w zapaśniczych Mistrzostwach Europy. W 1936 został zgłoszony do turnieju olimpijskiego w stylu grecko-rzymskim. W turnieju nie wystąpił na skutek zachorowania na jaglicę. Na drugi dzień po otwarciu igrzysk powrócił do Warszawy.
Po zakończeniu kariery pracował w Państwowych Zakładach Lotniczych (PZL). Latem 1939 został wysłany do Turcji
Przebywał tam do wybuchu wojny. W latach II wojny światowej przebywał m.in. w Anglii i Francji. Po 1945 osiadł na stałe w Kanadzie. Udzielał się w środowiskach polonijnych, w szczególności akcji funduszu olimpijskiego. Ufundował stypendium polskiemu zapaśnikowi przygotowującemu się do igrzysk olimpijskich w Meksyku.